# Episodi di The Adventures of Ozzie and Harriet (prima stagione)
La prima stagione della serie televisiva The Adventures of Ozzie and Harriet è stata trasmessa in anteprima negli Stati Uniti d'America dalla ABC tra il 3 ottobre 1952 e il 26 giugno 1953.
| nº | Titolo originale             | Titolo italiano | Prima TV USA     | Prima TV Italia |
| -- | ---------------------------- | --------------- | ---------------- | --------------- |
| 1  | The Rivals                   |                 | 3 ottobre 1952   |                 |
| 2  | The Poet                     |                 | 10 ottobre 1952  |                 |
| 3  | The Pills                    |                 | 17 ottobre 1952  |                 |
| 4  | The Fall Guy                 |                 | 24 ottobre 1952  |                 |
| 5  | Halloween Party              |                 | 31 ottobre 1952  |                 |
| 6  | Riviera Ballet               |                 | 7 novembre 1952  |                 |
| 7  | David the Babysitter         |                 | 14 novembre 1952 |                 |
| 8  | Rick Goes to a Dance         |                 | 21 novembre 1952 |                 |
| 9  | Day After Thanksgiving       |                 | 28 novembre 1952 |                 |
| 10 | Thorny's Gift                |                 | 5 dicembre 1952  |                 |
| 11 | Harriet's Hairdo             |                 | 12 dicembre 1952 |                 |
| 12 | Boys' Christmas Money        |                 | 19 dicembre 1952 |                 |
| 13 | Late Christmas Gift          |                 | 26 dicembre 1952 |                 |
| 14 | Newspaper Write-up           |                 | 2 gennaio 1953   |                 |
| 15 | Basketball Players           |                 | 9 gennaio 1953   |                 |
| 16 | Stop Worrying                |                 | 16 gennaio 1953  |                 |
| 17 | Tuba Incident                |                 | 23 gennaio 1953  |                 |
| 18 | Rover Boys                   |                 | 30 gennaio 1953  |                 |
| 19 | Separate Rooms               |                 | 6 febbraio 1953  |                 |
| 20 | Valentine Show               |                 | 13 febbraio 1953 |                 |
| 21 | The Traffic Signal           |                 | 20 febbraio 1953 |                 |
| 22 | Dental Receptionist          |                 | 27 febbraio 1953 |                 |
| 23 | The Speech                   |                 | 6 marzo 1953     |                 |
| 24 | Safe Crackers                |                 | 13 marzo 1953    |                 |
| 25 | Brother Beesley's Philosophy |                 | 20 marzo 1953    |                 |
| 26 | Bowling Alley                |                 | 27 marzo 1953    |                 |
| 27 | The Orchid and the Violet    |                 | 3 aprile 1953    |                 |
| 28 | Pancake Mix                  |                 | 10 aprile 1953   |                 |
| 29 | Whistler's Daughter          |                 | 17 aprile 1953   |                 |
| 30 | Fish Story                   |                 | 24 aprile 1953   |                 |
| 31 | Night School                 |                 | 1º maggio 1953   |                 |
| 32 | The Traders                  |                 | 8 maggio 1953    |                 |
| 33 | The Boxing Matches           |                 | 15 maggio 1953   |                 |
| 34 | A Door Key for David         |                 | 22 maggio 1953   |                 |
| 35 | The Play's the Thing         |                 | 29 maggio 1953   |                 |
| 36 | Monetary System              |                 | 5 giugno 1953    |                 |
| 37 | Who's Walter                 |                 | 12 giugno 1953   |                 |
| 38 | Curiosity                    |                 | 19 giugno 1953   |                 |
| 39 | Oscillating Ozzie            |                 | 26 giugno 1953   |                 |